# Rudi Supek
Rudi Supek, född 8 april 1913 i Zagreb, död 2 januari 1993 i Zagreb, var en jugoslavisk sociolog, psykolog, förintelseöverlevare och motståndskämpe. Supek tillhörde den så kallade praxisgruppen, en skola inom den marxistiska humanismen.

## Biografi
Rudi Supek föddes i Zagreb år 1913. Efter filosofistudier i Zagreb reste han till Frankrike för ytterligare studier vid Sorbonne. År 1940 invaderades Frankrike av Tyskland och Supek anslöt sig till den franska motståndsrörelsen. Han deporterades sedermera till Buchenwald, där han blev medlem av motståndsgruppen i lägret. 
Efter andra världskriget återvände Supek till Frankrike, där han år 1952 avlade doktorsexamen vid Sorbonne. Kort därpå blev han utnämnd till professor vid Zagrebs universitet. Supek var chefredaktör för tidskriften Pogledi från 1952 till 1954. År 1964 var han med och grundade tidskriften Praxis.